# UEFA Nations League 2024-2025 (fase finale)
Questa voce raccoglie un approfondimento sulle gare della fase finale dell'UEFA Nations League 2024-2025. Essa si è disputata tra il 4 e l'8 giugno 2025 in Germania tra le quattro squadre vincitrici dei quarti di finale della Lega A. Il Portogallo ha battuto in finale la Spagna detentrice del torneo 5-3 ai tiri di rigore, dopo il 2-2 dei tempi supplementari, conquistando il secondo successo nella manifestazione.

## Formula
La fase finale si disputerà nel mese di giugno 2025 tra le quattro squadre vincitrici dei quarti di finale della Lega A. Le quattro squadre vincitrici dei quarti di finale hanno avuto la certezza di essere inseriti in gruppi di qualificazione da quattro squadre per le qualificazioni al campionato mondiale di calcio 2026, per consentire la calendarizzazione delle loro giornate di riposo in concomitanza con la fase finale della UEFA Nations League.
La fase finale, scelta tra le quattro finaliste, si svolgerà in Germania, in due città, Monaco di Baviera e Stoccarda. Gli accoppiamenti sono stati decisi per sorteggio tra le quattro vincitrici dei quarti di finale della Lega A. Per scopi amministrativi, la squadra ospitante della fase finale, la Germania, viene allocata nella prima semifinale. Tutti gli incontri vedono l'utilizzo della goal-line technology e del VAR.
Svolgendosi ad eliminazione diretta, le gare prevedono tempi supplementari e tiri di rigore per risolvere l'eventuale parità al termine dei 90 minuti. Per la finale del terzo posto in caso di parità di punteggio non sono previsti tempi supplementari, con l'incontro deciso direttamente ai tiri di rigore.

## Scelta della nazione ospitante
La fase finale si svolgerà in Germania (in qualità di squadra vincitrice del gruppo A3), in due città, Monaco di Baviera e Stoccarda.

## Date
| Fase        | Turno           | Date            |
| ----------- | --------------- | --------------- |
| Fase finale | Semifinali      | 4–5 giugno 2025 |
| Fase finale | Finale 3º posto | 8 giugno 2025   |
| Fase finale | Finale          | 8 giugno 2025   |

## Squadre partecipanti
| Gruppo | Nazionale  | Data di qualificazione |
| ------ | ---------- | ---------------------- |
| A1     | Portogallo | 23 marzo 2025          |
| A2     | Francia    | 23 marzo 2025          |
| A3     | Germania   | 23 marzo 2025          |
| A4     | Spagna     | 23 marzo 2025          |

## Stadi
| Monaco di Baviera Stoccarda | Monaco di Baviera | Stoccarda        |
| --------------------------- | ----------------- | ---------------- |
| Monaco di Baviera Stoccarda | Allianz Arena     | MHPArena         |
| Monaco di Baviera Stoccarda | Capienza: 75 024  | Capienza: 54 906 |
| Monaco di Baviera Stoccarda |                   |                  |

## Tabellone
|  | Semifinali | Semifinali | Semifinali |        |                  | Finale           | Finale          | Finale          |  |
|  |            |            |            |        |                  |                  |                 |                 |  |
|  | A3         | Germania   | 1          |        |                  |                  |                 |                 |  |
|  | A3         | Germania   | 1          |        |                  |                  |                 |                 |  |
|  | A1         | Portogallo | 2          |        |                  |                  |                 |                 |  |
|  | A1         | Portogallo | 2          |        | Portogallo (dtr) | Portogallo (dtr) | 2 (5)           |                 |  |
|  |            |            |            |        | Portogallo (dtr) | Portogallo (dtr) | 2 (5)           |                 |  |
|  |            |            | Spagna     | Spagna | 2 (3)            |                  |                 |                 |  |
|  | A4         | Spagna     | Spagna     | Spagna | 2 (3)            | 5                |                 |                 |  |
|  | A4         | Spagna     |            |        |                  | 5                |                 |                 |  |
|  | A2         | Francia    | 4          |        |                  | Finale 3º posto  | Finale 3º posto | Finale 3º posto |  |
|  | A2         | Francia    | 4          |        |                  |                  |                 |                 |  |
|  |            |            |            |        |                  |                  |                 |                 |  |
|  |            |            |            |        |                  | Germania         | Germania        | 0               |  |
|  |            |            |            |        |                  | Germania         | Germania        | 0               |  |
|  |            |            |            |        |                  | Francia          | Francia         | 2               |  |

## Semifinali
| Arbitro: | Slavko Vinčić |

|           |           |                           |
| Wirtz 48’ | Marcatori | 63’ Conceição 68’ Ronaldo |

| Arbitro: | Michael Oliver |

|                                                         |           |                                                                 |
| Williams 22’ Merino 25’ Yamal 54’ (rig.), 67’ Pedri 55’ | Marcatori | 59’ (rig.) Mbappé 79’ Cherki 84’ (aut.) Vivian 90+3’ Kolo Muani |

## Finale 3º posto
| Arbitro: | Ivan Kružliak |

|  |           |                      |
|  | Marcatori | 45’ Mbappé 84’ Olise |

## Finale
| Arbitro: | Sandro Schärer |

|                                         |                      |                             |
| Mendes 26’ Ronaldo 61’                  | Marcatori            | 21’ Zubimendi 45’ Oyarzabal |
| Ramos Vitinha Fernandes Mendes R. Neves | Tiri di rigore 5 – 3 | Merino Baena Isco Morata    |

## Statistiche

### Classifica marcatori
2 reti
- Kylian Mbappé (1 rig.)

- Cristiano Ronaldo

- Lamine Yamal (1 rig.)

1 rete
- Rayan Cherki
- Randal Kolo Muani
- Michael Olise
- Florian Wirtz

- Francisco Conceição
- Nuno Mendes
- Mikel Merino
- Mikel Oyarzabal

- Pedri
- Nico Williams
- Martín Zubimendi

Autoreti
- Dani Vivian (1, pro  Francia)